# Campo de la Cruz
Campo de la Cruz là một khu tự quản thuộc tỉnh Atlántico, Colombia. Thủ phủ của khu tự quản Campo de la Cruz đóng tại Campo de la Cruz Khu tự quản Campo de la Cruz có diện tích 105 ki lô mét vuông. Đến thời điểm ngày 28 tháng 5 năm 2005, khu tự quản Campo de la Cruz có dân số 21427 người.